# Veľké Úľany
Veľké Úľany (in ungherese Nagyfödémes) è un comune della Slovacchia facente parte del distretto di Galanta, nella regione di Trnava.